# Starbomb
Starbomb is een Amerikaanse muzikale comedygroep, bestaande uit Dan Avidan en Brian Wecht van het Amerikaanse muzikale comedyduo Ninja Sex Party en de Flash-animator en internetpersoonlijkheid Arin Hanson. De liedjes van Starbomb bestaan uit videospelparodieën; Avidan zorgt voor de vocals, Wecht voor de instrumentale muziek, en Hanson voor de rapvocals. Starbomb heeft ook meerdere videoclips uitgebracht, die soms ook internet-, film- en videospelpersoonlijkheden bevatten, zoals Markiplier en Ashly Burch.
Tot zover heeft de band twee albums uitgebracht, Starbomb en Player Select, die zich allebei op verscheidene hitlijsten hebben geplaatst.

## Geschiedenis
In de zomer van 2013 begon Avidan met het maken van opmerkingen over het creëren van een nieuw muzikaal project met Wecht en Hanson. Het project zou niet officieel worden aangekondigd tot 2 december 2013, toen de groep een voorvertoning van hun liedje "I choose You to Die" uitbracht op het officiële Youtube-kanaal van Ninja Sex Party. Ze kondigden ook aan dat hun eerste album, Starbomb, zou worden uitgebracht op 17 december 2013. De groep bracht, nog vóór de release van hun album, verdere voorvertoningen uit op hun YouTube-kanalen Ninja Sex Party en Game Grumps, waarvan de laatstgenoemde door Avidan en Hanson gepresenteerd wordt.
In de weken na de release van Starbomb, plaatste het album zich op de meerdere hitlijsten, en bereikte zelfs #1 op de Comedy Albums en Heatseekers Albums hitlijsten. Videoclips voor een aantal van de liedjes van dit album, zoals "Luigi's Ballad" en "It's Dangerous to Go Alone", werden datzelfde jaar, en in de lente van het jaar daarop uitgebracht op hun Youtube-kanaal. Destructoid reageerde op de release van het album, en beweerde dat "terwijl het concept wat infantiel lijkt, zorgen de geweldige muziek (door Ninja Sex Party) en hilarische situaties dat ook de meer "volwassen" fan vermaakt blijft."
Starbombs laatste liedje, "Outro", hintte op een vervolgalbum. Het duurde echter tot herfst van het jaar daarop dat de officiële bevestiging van een tweede album zou komen. Op 16 december 2014 werd Starbombs tweede album, Player Select, uitgebracht. Net zoals zijn voorganger werden er stukjes van de liedjes van het album uitgebracht op Youtube, vóór de release van het album zelf. Player Select plaatste zich op meerdere hitlijsten, en bereikte #1 op de Comedy Albums hitlijst. Player Select bereikte ook de #3 plek op de Jaareindehitlijst voor US Comedy Albums. AllMusic gaf het album een over het algemeen gunstige recensie, en merkte aan dat "Veel gescheld en 8-bit innuendo's zorgen ervoor dat dit niet voor de kinderen bedoeld is, maar voor de volwassen retro-gamer, maar de hilariteit is overvloedig en groot." In de video voor "The Simple Plot of Metal Gear Solid", die uitgebracht werd op 25 december 2015, verklaarde Hanson dat er een derde album zou komen.

## Discografie
- Starbomb (2013)
- Player Select (2014)[15]

## Hitlijstprestaties
| Hitlijst                          | Toppositie | Album         | Jaar |
| --------------------------------- | ---------- | ------------- | ---- |
| US Independent Albums (Billboard) | 42         | Starbomb      | 2013 |
| US Comedy Albums (Billboard)      | 1          | Starbomb      | 2013 |
| US Heatseekers Albums (Billboard) | 1          | Starbomb      | 2013 |
| US Rap Albums (Billboard)         | 17         | Starbomb      | 2013 |
| US Independent Albums (Billboard) | 2          | Player Select | 2014 |
| US Comedy Albums (Billboard)      | 1          | Player Select | 2014 |
| US Rap Albums (Billboard)         | 4          | Player Select | 2014 |

### Jaareinde Hitlijsten
| Hitlijst (2015)              | Toppositie | Album         | Jaar |
| ---------------------------- | ---------- | ------------- | ---- |
| US Comedy Albums (Billboard) | 3          | Player Select | 2015 |